# 李娜 (自行车运动员)
李娜（1982年12月9日—）是中国职业场地自行车运动员。她曾在2002年世界场地自行车锦标赛上获得女子凯林赛冠军，是场地自行车世锦赛设立女子凯林赛后首位获得该项目冠军的选手。

## 成绩
2002年
世界锦标赛，哥本哈根
冠军，凯林赛
亚运会，釜山
冠军，争先赛
2003年
2003年世界杯
亚军，凯林赛，阿瓜斯卡连特斯

## 获奖
- 2002中国电视体育奖最佳新人[1]